# Монте Романо
Мо̀нте Рома̀но (на италиански: Monte Romano) е село и община в Централна Италия, провинция Витербо, регион Лацио. Разположено е на 230 m надморска височина. Населението на общината е 2019 души (към 2010 г.).